# Adolf Söderberg
Johan Adolf Carlsson Söderberg, född 21 oktober 1855 i Morups socken, Halland, död 22 mars 1915 i Stockholm, var en svensk målare och tecknare.
Söderberg var gift med Anna Margareta Vikner och far till Adèle och Hildur Söderberg. Han var från mitten av 1880-talet bosatt i Stockholm där han var verksam som porträttmålare. Bland han noterbara porträtt märks de över landshövding Teodor Odelberg och bruksägaren Anders Henric Göransson. Trots att Söderbergs målningar visar en viss torrhet i teckningen räknas han som en habil representant för sekelskiftets akademiska porträttkonst. Han är begravd på Norra begravningsplatsen utanför Stockholm.